# Ochicanthon cingalensis
Ochicanthon cingalensis là một loài bọ cánh cứng trong họ Bọ hung (Scarabaeidae).